# Grevillea bronweniae
Grevillea bronweniae är en tvåhjärtbladig växtart som beskrevs av G.J. Keighery. Grevillea bronweniae ingår i släktet Grevillea och familjen Proteaceae. Inga underarter finns listade i Catalogue of Life.